# Кјуријев парадокс
Кјуријев парадокс је парадокс у коме се произвољна тврдња F доказује из пуког постојања реченице C која за себе каже "Ако C, онда F", захтевајући само неколико наизглед безазлених правила логичке дедукције. 
Пошто је F произвољно, свака логика која има ова правила омогућава да се све докаже. Парадокс се може изразити природним језиком и различитим логикама, укључујући одређене облике теорије скупова, ламбда рачуна и комбинаторне логике. 
Парадокс је назван по логичару Хаскелу Кјури. Такође је назван Лобов парадокс по Мартину Лобу, због његове везе са Лобовом теоремом.

## Пример
У логици,посебно математичкој логици, Кјуријеви парадокси односе се на породицу логичких парадокса који се јављају у неким теоријама скупова. 
Једна текстуална верзија гласи: 
- А: ''Ако не грешим,онда Деда Мраз постоји.''
- Б: ''Слажем се. Ако ти не грешиш онда Деда Мраз постоји.''
- А: ''Ти се слажеш оно што сам рекао је тачно.''
- Б: ''Да''
- А: ''Онда не грешим.''
- Б: ''Тачно''
- А: ''Ако ја не грешим, онда Деда Мраз постоји.Ја нисам погрешио. Према томе, Деда Мраз постоји.''

На овај начин,било који предлог, небитно је да ли је тачан или не, може бити доказан. 
Кјуријев парадокс је: ''Ако ја не грешим, Y је тачно'', где Y може бити било која изјава (''црно је бело'', ''2=1'' и слично).